# Bocanovice
Bocanovice (polnisch Boconowice, deutsch Botzonowitz) ist eine Gemeinde in Tschechien. Sie liegt drei Kilometer südwestlich von Jablunkov und gehört zum Okres Frýdek-Místek.

## Geographie
Bocanovice erstreckt sich am linken Ufer der Lomná am Fuße der Mährisch-Schlesischen Beskiden in der Jablunkauer Furche. Der Ort grenzt an das Landschaftsschutzgebiet Beskiden. Westlich erhebt sich der 981 m hohe Kozubová mit seinen Nebengipfeln Malá Kykula (788 m) und Malá Kyčera (744 m). Im Osten führt die Europastraße 75 an Bocanovice vorbei. Die Bahnstrecke Žilina–Bohumín verläuft am westlichen Rand des Dorfes und überquert oberhalb des Ortes auf einem Viadukt die Lomná. Nördlich liegt das Sanatorium und Arboretum Jablunkov.
Nachbarorte sind Husařov, Bockov und Černé im Norden, Jablunkov im Nordosten, Městská Lomná im Osten, Lupinska und Mosty u Jablunkova im Süden, Dolní Lomná im Südwesten, Novina und Kurajka im Westen sowie Bílkov im Nordwesten.

## Geschichte
Die erste schriftliche Erwähnung von Boczanovicze erfolgte 1621 in einem Urbar. Für eine angebliche Ersterwähnung im Jahre 1597 gibt es keine Belege. An der Stelle des Ortes befand sich ursprünglich ein Freihof des herzoglich Teschener Landesrichters Max Adam. Nachdem der Hof herzöglicher Besitz geworden war, wurden vier walachische Familien angesiedelt, die die Felder bewirtschafteten.
Nach der Aufhebung der Patrimonialherrschaften bildete Botzonowitz ab 1850 eine Gemeinde im Bezirk Teschen. 1871 nahm die Kaschau-Oderberger Bahn die Eisenbahnstrecke von Teschen über den Jablunkapass in Betrieb, dazu musste ein Viadukt über die Lomná errichtet werden.
1871 wurde mit Unterstützung der Teschener Kammer und Kaiser Franz Joseph I. in Botzonowitz ein eigenes Schulhaus errichtet. Fünf Jahre später brannte das hölzerne Gebäude ab. 1877 entstand ein neues gemauertes Schulgebäude, in dem heute eine tschechisch-polnische Grundschule untergebracht ist.
Nach dem Ende des Ersten Weltkrieges gehörte der Ort zur Tschechoslowakei. Wegen des starken polnischen Bevölkerungsanteils beanspruchte auch Polen das Olsa-Gebiet, und es kam zum Polnisch-Tschechoslowakischen Grenzkrieg. Ab 1920 gehörte der Ort zum Bezirk Český Těšín. Nach dem Münchner Abkommen wurde Boconowice 1938 an Polen angeschlossen und kam im Jahre darauf nach der Besetzung Polens zum Deutschen Reich. Bis 1945 gehörte Botzonowitz zum Landkreis Teschen und kam nach Kriegsende zur Tschechoslowakei zurück.
Nach der Auflösung des Okres Český Těšín kam der Ort mit Beginn des Jahres 1961 zum Okres Frýdek-Místek. Gleichzeitig erfolgte die Eingemeindung nach Jablunkov, wo der Ort den Stadtteil Jablunkov 3-Bocanovice bildete. Seit 1990 bildet Bocanovice wieder eine eigenständige Gemeinde. In Bocanovice lebt eine starke polnische Minderheit, der 36 % der Einwohner angehören.

## Gemeindegliederung
Für die Gemeinde Bocanovice sind keine Ortsteile ausgewiesen.

## Sehenswürdigkeiten
- Berg Kozubová, mit Aussichtsturm
- Eisenbahnviadukt über die Lomná